# مارماهی (فیلم)
مارماهی (به ژاپنی: うなぎ ،Unagi) فیلمی ژاپنی محصول سال ۱۹۹۷، به کارگردانی شوهئی ایمامورا و با بازی کوجی یاکوشو، میسا شیمیزو، میتسوکو بایشو و آکیرا اموتو است. این فیلم اقتباس آزادی است از رمانی به نام مشروط (On Parole) نوشتهٔ نویسندهٔ مشهور، آکیرا یوشیمورا و ترکیب آن با عناصری از فیلم ۱۹۶۶ همین کارگردان، هرزه‌نگارها (The Pornographers). مارماهی نخل طلای جشنواره فیلم کن ۱۹۹۷ را به‌طور مشترک با فیلم طعم گیلاس ساخته عباس کیارستمی به دست آورد.

## داستان
تاکورا یاماشیتا (کوجی یاکوشو) نامه‌ای بدون امضا دریافت می‌کند و به توصیهٔ نامه یک شب زودتر از معمول به خانه می‌رود و زنش را با مرد دیگری در بستر می‌بیند. او همسرش را می‌کشد و خود را به پلیس تسلیم می‌کند. بعد از آزادی از زندان یک سلمانی باز می‌کند. او کیکو هاتوری (میسا شیمیزو) را که خودکشی کرده نجات می‌دهد و بعد از آن کیکو در مغازهٔ سلمانی او مشغول به کار می‌شود. کیکو به تاکورو دل می‌بندد اما تاکورو توجهی به او ندارد و تمام محبتش معطوف به حیوان خانگی اش است: یک مارماهی.

## بازیگران
- کوجی یاکوشو - تاکورو یاماشیتا
- میسا شیمیزو - کیکو هاتوری
- میتسوکو بایشو - میساکو ناکاجیمو
- آکیرا اموتو - تاموتسو تاکاساکی
- فوجیو تسونتا - جیرو ناکاجیما
- شو آیکاوا - یوجی نوزاوا
- کن کوبایاشی - ماساکی سایتو
- سابو کاواهارا - سیتارو میساتو
- اتسوکو ایچیهارا - فومی هاتوری
- تومورو تاگوچی - ایجی دوجیما
- چیهو تردا - امیکو یاماشیتا